# Temporada da Liga Belga de Basquetebol de 2019-20
A Temporada da PBL  de 2019–20 foi a 93ª edição da competição de elite entre clubes profissionais da Bélgica. A liga chama-se EuroMillions Basketball League em virtude do patrocinador master. Em 13 de março de 2020 devido a Pandemia de COVID-19, a liga em consenso com as equipes optou por encerrar a temporada prematuramente e desta forma corou o Filou Oostende como campeão por ser o melhor colocado até então na tabela.

## Clubes participantes
Todas as dez equipes que finalizaram a temporada anterior retornam para a competição, sendo que nove destas obtiveram licença A, a qual credencia-os para pleitearem vagas em competições europeias, apenas o Stella Artois Leuven Bears obteve licença B.
| Clube                      | Cidade    | Arena                         | Capacidade |
| -------------------------- | --------- | ----------------------------- | ---------- |
| Basic-Fit Brussels         | Bruxelas  | Piscine de Neder-Over-Hembeek | 1 200      |
| Belfius Mons-Hainaut       | Mons      | Mons Arena                    | 4 000      |
| BetFirst Liège             | Lieja     | Country Hall Ethias           | 5 000      |
| Crelan Okapi Aalstar       | Aalst     | Okapi Forum                   | 2 800      |
| Hubo Limburg United        | Hasselt   | Alverberg-sporthal            | 1 730      |
| Kangoeroes Mechelen        | Mechelen  | Winketaai                     | 1 500      |
| Oostende                   | Ostende   | Sleuyter Arena                | 5 000      |
| Proximus Spirou            | Charleroi | Spiroudome                    | 6 200      |
| Stella Artois Leuven Bears | Lovaina   | Sportoase                     | 3 400      |
| Telenet Giants Antwerp     | Antuérpia | Lotto Arena                   | 5 218      |

## Temporada Regular

### Tabela de Classificação
| Pos. | Clube                      | J  | V  | D  | Avg | Pts. | PF/PC   | Dif. | Classificação |
| ---- | -------------------------- | -- | -- | -- | --- | ---- | ------- | ---- | ------------- |
| 1    | FILOU Oostende             | 17 | 13 | 4  | 765 | 30   | 795-670 | 125  | Playoffs      |
| 2    | Belfius Mons-Hainaut       | 17 | 12 | 5  | 706 | 29   | 711-686 | 25   | Playoffs      |
| 3    | Telenet Giants Antwerp     | 17 | 11 | 6  | 647 | 28   | 781-692 | 89   | Playoffs      |
| 4    | Hubo Limburg United        | 17 | 10 | 7  | 588 | 27   | 708-736 | -28  | Playoffs      |
| 5    | Spirou Basket              | 17 | 9  | 8  | 529 | 26   | 766-711 | 55   | Playoffs      |
| 6    | Stella Artois Leuven Bears | 17 | 8  | 9  | 471 | 25   | 705-699 | 6    | Playoffs      |
| 7    | Kangoeroes Mechelen        | 17 | 8  | 9  | 471 | 25   | 740-744 | -4   | Playoffs      |
| 8    | Crelan Okapi Aalstar       | 17 | 7  | 10 | 412 | 24   | 705-697 | 8    | Playoffs      |
| 9    | Brussels Basketball        | 17 | 6  | 11 | 353 | 23   | 688-685 | 2/1  |               |
| 10   | VOO Liége Basket           | 17 | 1  | 16 | 59  | 18   | 569-848 | -279 |               |

|  |                            |
|  | Classificados aos playoffs |

### Rodadas 1 a 18
| Casa\Visitante             | BRU    | MON   | LIE    | AAL    | LIM    | MEC   | OOS   | CHA   | LEU   | ANT    |
| -------------------------- | ------ | ----- | ------ | ------ | ------ | ----- | ----- | ----- | ----- | ------ |
| Basic-Fit Brussels         |        | 62-77 |        | 89-75  | 71-79  | 61-74 | 75-77 |       | 88-69 |        |
| Belfius Mons-Hainaut       |        |       |        | 68-67  | 73-72  |       | 80-68 | 78-58 | 82-99 | 76-59  |
| BetFirst Liège             | 62-77  | 53-90 |        | 70-101 | 68-112 | 68-76 | 60-90 | 59-76 |       |        |
| Crelan Okapi Aalstar       |        | 68-69 | 84-64  |        |        | 91-72 |       | 95-88 | 86-68 | 85-71  |
| Hubo Limburg United        | 104-99 |       | 93-57  | 68-62  |        | 73-69 | 78-75 |       |       |        |
| Kangoeroes Mechelen        | 57-79  | 81-76 | 71-59  |        | 73-78  |       | 70-75 | 90-98 | 63-73 | 87-95  |
| Oostende                   | 74-62  |       | 102-62 |        | 73-66  | 95-73 |       | 93-99 | 95-82 | 85-77  |
| Proximus Spirou            | 82-67  | 58-64 |        | 77-85  | 86-76  |       |       |       | 84-94 | 76-100 |
| Stella Artois Leuven Bears |        | 57-65 | 79-56  | 91-78  | 74-84  |       |       | 83-91 |       | 77-94  |
| Telenet Giants Antwerp     | 77-70  | 70-52 | 92-46  | 81-69  | 101-90 |       |       | 70-84 | 84-60 |        |
| Telenet Giants Antwerp     |        |       |        |        |        |       | 86-72 |       |       |        |

### Rodadas 19 a 36
| Casa\Visitante             | BRU    | MON   | LIE    | AAL   | LIM   | MEC   | OOS    | CHA   | LEU   | ANT   |
| -------------------------- | ------ | ----- | ------ | ----- | ----- | ----- | ------ | ----- | ----- | ----- |
| Basic-Fit Brussels         |        |       |        |       | 71-80 | 72-76 |        |       | 88-69 |       |
| Belfius Mons-Hainaut       |        |       |        |       |       |       |        |       | 72-99 | 91-88 |
| BetFirst Liège             | 66-87  |       |        |       | 87-85 |       | 58-110 |       |       |       |
| BetFirst Liège             | 63-113 |       |        |       |       |       |        |       |       |       |
| Crelan Okapi Aalstar       |        | 73-83 |        |       |       |       |        |       | 82-58 | 68-85 |
| Hubo Limburg United        |        |       |        | 68-62 |       | 84-90 | 69-92  |       |       |       |
| Kangoeroes Mechelen        |        |       | 102-77 |       |       |       | 79-78  |       |       |       |
| Oostende                   | 86-56  |       |        |       |       |       |        |       |       |       |
| Proximus Spirou            |        | 90-69 |        | 84-83 |       |       |        |       |       |       |
| Stella Artois Leuven Bears |        |       |        |       |       |       |        | 88-79 |       | 83-80 |
| Telenet Giants Antwerp     |        |       |        |       |       |       |        | 86-72 |       |       |

## Playoffs

### Confrontos
|  | Quartas-de-final | Quartas-de-final | Quartas-de-final |  |  | Semifinais | Semifinais | Semifinais |  |  | Final | Final | Final |
|  |                  |                  |                  |  |  |            |            |            |  |  |       |       |       |
|  | 3                |                  |                  |  |  |            |            |            |  |  |       |       |       |
|  | 6                |                  |                  |  |  |            |            |            |  |  |       |       |       |
|  |                  |                  |                  |  |  |            |            |            |  |  |       |       |       |
|  |                  |                  |                  |  |  |            |            |            |  |  |       |       |       |
|  |                  |                  |                  |  |  |            |            |            |  |  |       |       |       |
|  |                  |                  |                  |  |  |            |            |            |  |  |       |       |       |
|  |                  |                  |                  |  |  |            |            |            |  |  |       |       |       |
|  |                  |                  |                  |  |  |            |            |            |  |  |       |       |       |
|  |                  |                  |                  |  |  |            |            |            |  |  |       |       |       |
|  |                  |                  |                  |  |  |            |            |            |  |  |       |       |       |
|  |                  |                  |                  |  |  |            |            |            |  |  |       |       |       |
|  |                  |                  |                  |  |  |            |            |            |  |  |       |       |       |
|  |                  |                  |                  |  |  |            |            |            |  |  |       |       |       |
|  |                  |                  |                  |  |  |            |            |            |  |  |       |       |       |
|  |                  |                  |                  |  |  |            |            |            |  |  |       |       |       |
|  |                  |                  |                  |  |  |            |            |            |  |  |       |       |       |
|  |                  |                  |                  |  |  |            |            |            |  |  |       |       |       |
|  |                  |                  |                  |  |  |            |            |            |  |  |       |       |       |

#### Quartas de final
| Time 1 | Série | Time 2 | 1º Jogo | 2º Jogo | 3º Jogo |
| ------ | ----- | ------ | ------- | ------- | ------- |
|        | -     |        |         |         |         |
|        | -     |        |         |         |         |
|        | -     |        |         |         |         |
|        | -     |        |         |         |         |

#### Semifinal
| Time 1 | Série | Time 2 | 1º Jogo | 2º Jogo | 3º Jogo |
| ------ | ----- | ------ | ------- | ------- | ------- |
|        | -     |        |         |         |         |
|        | -     |        |         |         |         |

#### Final
| Time 1 | Série | Time 2 | 1º Jogo | 2º Jogo | 3º Jogo | 4º Jogo | 5º Jogo |
| ------ | ----- | ------ | ------- | ------- | ------- | ------- | ------- |
|        | -     |        |         |         |         |         |         |

### Premiação
| Euromillions Liga 2019-20 |
| ------------------------- |
| Filou Oostende 21º Título |